# مسجد على الكاشف جمال الدين

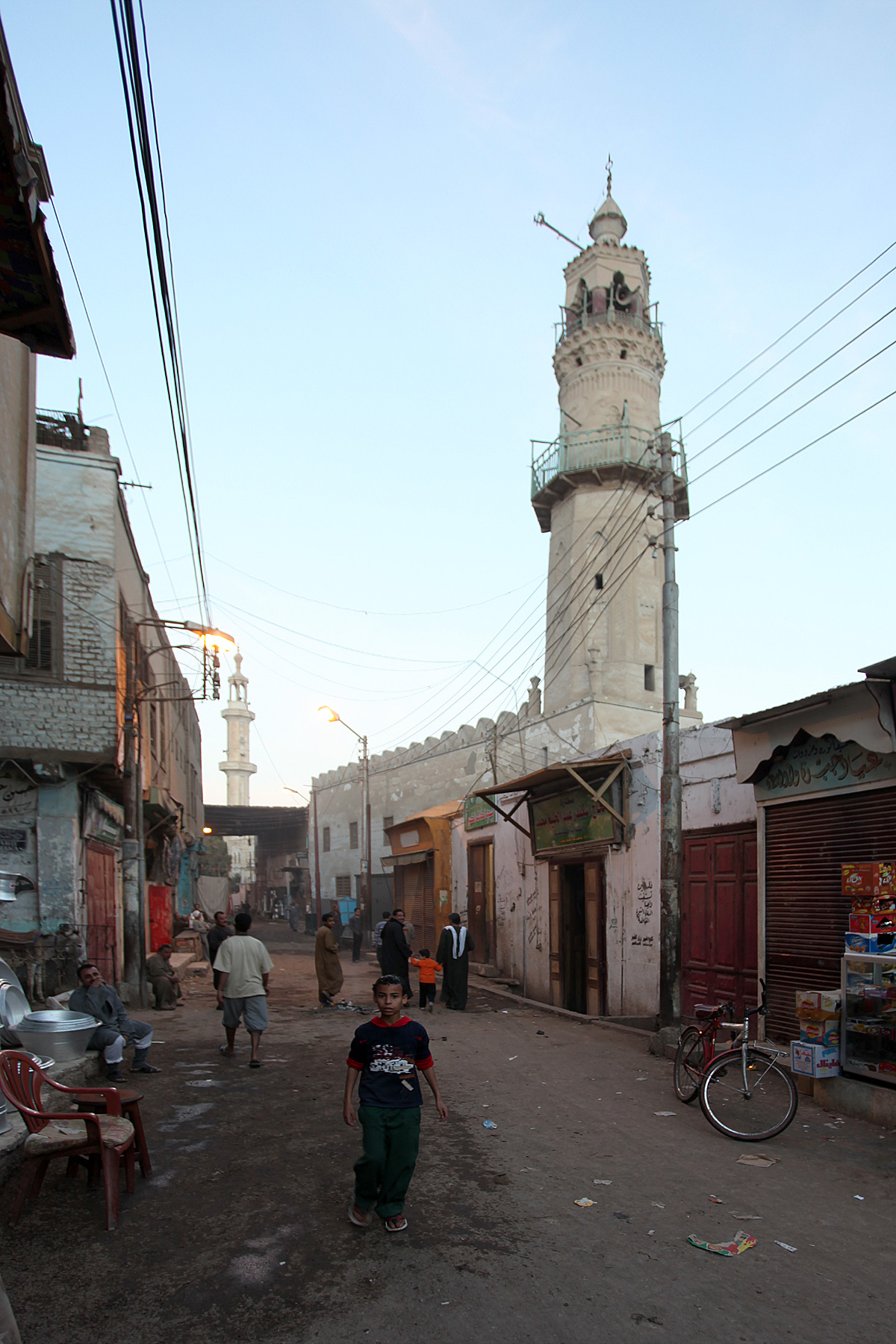
مسجد الكاشف

مسجد على الكاشف جمال الدين (1266 هجرية / 1862م) ، هو أحد المساجد التي انشئت في عصر محمد علي في مصر ، يقع بمدينة منفلوط.

## وصفه
المسجد مربع الشكل ،ومدخله الرئيسى مبنى بالطوب ويقع في الجهة الشمالية من المسجد وأمامه سلم دائرى من أربع درجات ويعلوه عتب من خشب مزخرف برسوم زيتية. وتعلو المدخل نافذة من الخشب الخرط الدقيق. كما يحتوى على زخارف كتابية بالخشب الخرط.كذلك يوجد بواجهات المسجد الثلاثة الأخرى شبابيك متعددة من الخشب الخرط في أعلى الجدر ، وتوجد فتحات ونوافذ أخرى أسفلها.

## روابط خارجية
- آثار القاهرة الإسلامية نسخة محفوظة 31 مايو 2014 على موقع واي باك مشين.